# František Musil (historik)
František Musil (7. ledna 1939 Pardubice – 13. května 2025) byl český historik, kastelolog, vysokoškolský pedagog a publicista.

## Biografie
Narodil se do rodiny matematika – kreslíře a učitelky, která vyučovala dějepis. Otec ho velmi podporoval v zájmu o historii, maloval mu nejrůznější hrady z publikací Augusta Sedláčka (Hrady, zámky a tvrze království Českého).

##### Studium
V letech 1953–1956 studoval gymnázium v České Třebové, kde maturoval také z dějepisu. Ve studiu pak pokračoval na Filozofické fakultě Univerzity Palackého v Olomouci, kde byl žákem Ladislava Hosáka. Tuto fakultu si pro studium vybral zejména kvůli zaměření  katedry historie na regionální dějiny středověku a kvůli osobnosti Hosáka, který byl specialistou na moravské regionální dějiny ve své době. Vzhledem k tomu, že jeho druhý obor byla ruština, neměl možnost si zvolit téma diplomové práce, což by bylo doplnění prvního dílu díla Hrady, zámky a tvrze království Českého Augusta Sedláčka, ale musel psát práci na téma Vztahy mezi Leninem a Gorkým v době říjnové revoluce.

##### Pedagogické působení a odborná činnost
Po dokončení studií šel učit nejdříve na Základní školu Komenského v Ústí nad Orlicí, pak vyučoval na gymnáziu ve Vysokém Mýtě, poté na národní škole opět v Ústí nad Orlicí a zakotvil v roce 1961 na zdejší Střední průmyslové škole textilní jako učitel dějepisu. Chtěl se i nadále věnovat historii, a tak dělal externí aspiranturou  (dnešní doktorské studium) v Olomouci u Ladislava Hosáka v letech 1964–1969. Zabýval se dějinami nitranského knížectví, kandidátskou práci pak napsal o vývoji vlastivědného popisu Slovenska do roku 1600. Práci obhájil v listopadu 1969, diplom obdržel v únoru roku 1990. V době normalizace byl postižen omezením publikační činnosti a zastavením služebního postupu, nadále učil na střední škole. S kolegy pod vedením historika Tomáše Šimka připravovali několikadílnou publikaci Hrady, zámky a tvrze v Čechách, na Moravě a ve Slezsku. Musil psal o hradech, zámcích a tvrzích východních Čech. V letech 1993-1996 působil externě na Filozofické fakultě UP v Olomouci a přednášel zde kastelologii. Od roku 1996 působil již na plný úvazek na Univerzitě v Hradci Králové, v letech 1996-1998 jako odborný asistent, od roku 1998 do 2006 jako docent a od roku 2006 do roku 2017 jako profesor. V roce 2017, jako emeritní profesor, odešel do důchodu.
Publikoval též články v různých periodicích jako Orlické hory a Podorlicko, Lanškrounsko, Moravský vlastivědný věstník, Historická geografie, Kladský sborník.
Jeho hlavním oborem byla kastelologie, byl znalcem hradů, zámků a tvrzí na českomoravském pomezí a znalcem díla Augusta Sedláčka. Zabýval se také středověkými dějinami některých regionů. Mezi studenty byl oblíbený a byl známý svými požadavky znalosti pramenů a literatury k jednotlivým obdobím a zejména kladl důraz na kritický pohled a odborné zhodnocení výchozích zdrojových informací.

## Ocenění
- František Musil v roce 2017 obdržel Cenu města Ústí nad Orlicí.

## Dílo (výběr)
- Hrady, tvrze a zámky okresu Ústí nad Orlicí. Ústí nad Orlicí : Grantis, 1995.
- Hrady, zámky a tvrze okresu Rychnov nad Kněžnou. Ústí nad Orlicí : Grantis, 1998. (s L. Svobodou)
- Dějiny Králicka. Dolní Lipka : A. Juránek, 2000.
- Osídlování Poorlicka v době předhusitské. Kraj na Tiché Orlici, v povodí Třebovky a Moravské Sázavy. Ústí nad Orlicí : Oftis, 2002.
- Zaniklé hrady, zámky a tvrze Moravy a Slezska. Praha : Libri, 2003. (s M. Plačkem)
- Zaniklé hrady, zámky a tvrze Čech, Moravy a Slezska po roce 1945. Praha : Libri, 2005. (s M. Plačkem a J. Úlovcem)
- Jablonné nad Orlicí. Vydáno ke 100. výročí povýšení na město císařem Františkem Josefem I. Jablonné nad Orlicí : Město Jablonné nad Orlicí, 2006. (s J. Keprtou a V. Nožkou)
- Úvod do kastelologie. Hradec Králové : Gaudeamus, 2006.
- Kladsko. Praha : Libri, 2007.
- Dějiny východních Čech. V pravěku a středověku (do roku 1526). Praha : NLN, 2009. (vedoucí autorského kolektivu)
- Neznámé zámky Moravy a Slezska. Ostrava : Šmíra-Print, 2015.
- Historický atlas měst České republiky.. Sv. č. 29, Nový Bydžov /. vědecký redaktor Robert Šimůnek; autorský kolektiv Zdeněk Beran, Ivan Bičík, Tomáš Burda, Eva Chodějovská, Jan Kabrda, Jan Kohout, Karel Kuča, František Musil, Jaroslav Prokop, Eva Semotanová, Robert Šimůnek, Přemysl Štych, Martina Tůmová, Klára Woitschová. Praha : Historický ústav AV ČR, 2017. 26, xviii stran, 37 mapových listů:   ilustrace ISBN 978-80-7286-302-0
- Historický atlas měst České republiky. Sv. č. 30, Polička /. vědecký redaktor sv. č. 30: Robert Šimůnek; autorský kolektiv: Tomáš Burda, David Junek, Stanislav Konečný, Karel Kuča, František Musil, Eva Semotanová, Robert Šimůnek, Přemysl Štych, Jana Vojtíšková, Radka Vostřelová, Josef Žemlička. Praha : Historický ústav, 2019. 1 atlas (26, xv stran, 37 mapových listů) : barevné [V kartografické části převážně reprodukce starých map a plánů města ; v textové části historický vývoj města] ISBN 978-80-7286-331-0
- Historický atlas měst České republiky. Sv. č. 31, Jaroměř /. vědecký redaktor Robert Šimůnek; Tomáš Burda, Jaroslav Cavrnoch, David Doubrava, Günter Fiedler, Karel Kuča, Olga Mertlíková, František Musil, Eva Semotaová, Jiří Slavík, Robert Šimůnek, Přemylsl Štyhch, Eva Tichomirovová, Jana Vojtíšková, Klára Woitschová, Josef Žemlička. Praha : Historický ústav AV ČR, 2020. 43, xvii stran, 45 mapových listů : ilustrace ISBN 978-80-7286-355-6
- Historický atlas měst České republiky.Sv. č. 33, Vysoké Mýto /. vědecký redaktor Robert Šimůnek ; autorský kolektiv Vojtěch Barcal, Tomáš Burda, Karel Kuča, František Musil, Eva Semotanová, Robert Šimůnek, Přemysl Štych, Jan Vojtíšek, Jana Vojtíšková. Praha : Historický ústav AV ČR, 2021. 53, xxi stran, 41 mapových listů : ilustrace ISBN 978-80-7286-374-7
- Historický atlas měst České republiky. Sv. č. 34, Dvůr Králové nad Labem /. vědecký redaktor Robert Šimůnek ; autorský kolektiv Zdeněk Beran, Tomáš Burda, Anna-Marie Elsnerová, Günter Fiedler, Karel Kuča, Josef Langfelner, František Musil, Lukáš Nekolný, Roman Reil, Eva Semotanová, Robert Šimůnek, Přemysl Štych, Jana Vojtíšková. Praha : Historický ústav Akademie věd ČR, v.v.i., nakladatelství Historický ústav, 2022. 1 atlas (32, xvi stran, 40 mapových listů) : ilustrace (některé barevné), mapy, plány ISBN 978-80-7286-389-1